# Хавортия ладьевидная
Хавортия ладьевидная (лат. Haworthia cymbiformis) — суккулентное травянистое растение, вид рода Хавортия (Haworthia) подсемейства Асфоделовые (Asphodeloideae) семейства Ксанторреевые (Xanthorrhoeaceae) (ранее асфоделовые выделялись в отдельное семейство). Культивируется как комнатное растение.

## Ботаническое описание
Стебель растения короткий.

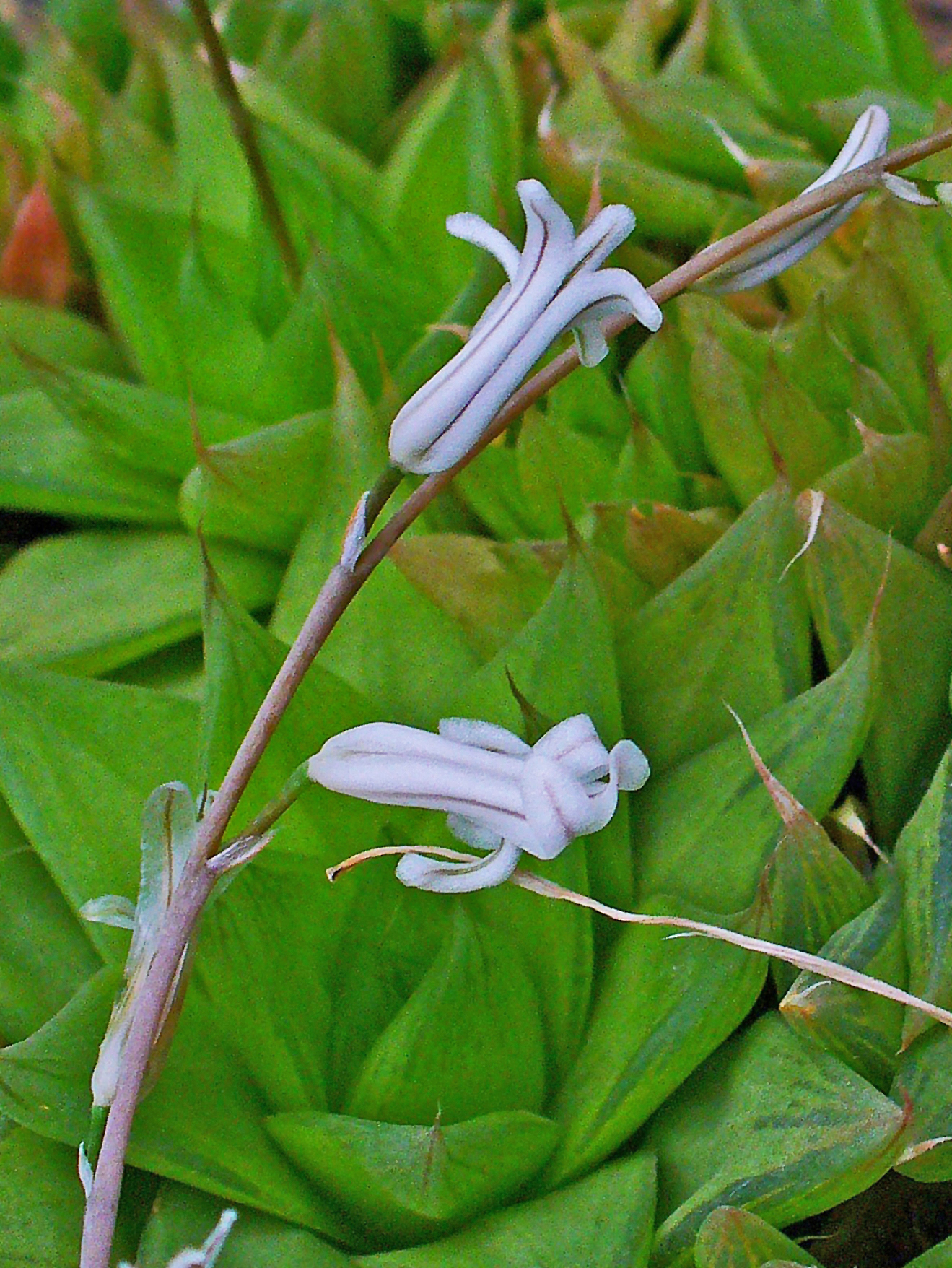
Цветки

Листья толстые, обратнояйцевидной формы, в основании вогнутые, заострённые, сизо-зелёного цвета, 4—5 см длиной и 10—12 мм шириной, собраны в густую прикорневую розетку 8—10 см в диаметре.

## Распространение
Естественный ареал хавортии ладьевидной — мыс Доброй Надежды.

## Таксономия
Различают следующие разновидности:
- Haworthia cymbiformis var. cymbiformis
- Haworthia cymbiformis var. incurvula (Poelln.) M.B.Bayer
- Haworthia cymbiformis var. obtusa (Haw.) Baker
- Haworthia cymbiformis var. ramosa (G.G.Sm.) M.B.Bayer
- Haworthia cymbiformis var. reddii (C.L.Scott) M.B.Bayer
- Haworthia cymbiformis var. setulifera (Poelln.) M.B.Bayer
- Haworthia cymbiformis var. transiens (Poelln.) M.B.Bayer